# Stad i världen
Stad i världen (1968) är en roman av Per Anders Fogelström. Romanen utspelar sig under åren 1945–1968. 
Det är den avslutande delen i Fogelströms stadssvit och föregås av I en förvandlad stad.

## Stadsserien
- 1960: Mina drömmars stad 1860–1880
- 1962: Barn av sin stad 1880–1900
- 1964: Minns du den stad 1900–1925
- 1966: I en förvandlad stad 1925–1945
- 1968: Stad i världen 1945–1968

## Källa
- Fogelström, Per Anders (1968). Stad i världen: roman. Stockholm: Bonnier. Libris 22202